# Tinetto
Het eiland Tinetto (Italiaans: Isola del Tinetto) ligt voor de westelijke Italiaanse kust in de Ligurische Zee bij de ingang van de Golf van La Spezia, ten zuiden van de eilanden Palmaria en Tino. Tinetto vormt een archipel met deze eilanden die in 1997 samen met de Cinque Terre en Porto Venere zijn toegevoegd op de UNESCO-werelderfgoedlijst. Het eiland, het kleinste van de eilandengroep, behoort tot het gemeentegebied van de gemeente Porto Venere.
In tegenstelling tot Tino is Tinetto publiek toegankelijk. Op het eiland komt een ondersoort van de muurhagedis, Podarcis muralis tinettoi, endemisch voor.
Rotstekeningen van Valcamonica · Kerk en dominicanenklooster van Santa Maria delle Grazie met "Het Laatste Avondmaal" van Leonardo da Vinci · Historisch centrum van Rome, de bezittingen van de Heilige Stoel in die stad met speciale territoriale rechten en Sint-Paulus buiten de Muren · Historisch centrum van Florence · Venetië met zijn lagune · Domplein van Pisa · Historisch centrum van San Gimignano · Sassi en het park met de rotskerken van Matera · Vicenza en de Palladiaanse villa's in Veneto · Historisch centrum van Siena · Historisch centrum van Napels · Crespi d'Adda · Ferrara, stad van de renaissance in de Po-delta · Castel del Monte · Trulli van Alberobello · Vroeg-christelijke monumenten van Ravenna · Historisch centrum van Pienza · 18e-eeuws Koninklijk Paleis van Caserta met park, aquaduct van Vanvitelli en San Leuciocomplex · Residenties van het Koninklijk Huis van Savoye · Botanische tuin in Padua · Porto Venere, Cinque Terre en de eilanden Palmaria, Tino en Tinetto ·  Kathedraal, Torre Civica en Piazza Grande, Modena · Archeologisch Pompeï, Herculaneum en Torre Annunziata · Amalfitaanse kust · Archeologisch Agrigento · Villa Romana del Casale · Nuraghe Su Nuraxi bij Barumini · Nationaal park Cilento, Vallo di Diano e Alburni met archeologisch Paestum en Velia en Kartuizerklooster San Lorenzo · Historisch centrum van Urbino · Archeologische opgravingen en Patriarchale Basiliek van Aquileia · Villa Adriana, Tivoli · Eolische Eilanden · Assisi, Sint-Franciscusbasiliek en andere franciscaanse locaties · Verona · Villa d'Este, Tivoli · Laatbarokke steden in het Val di Noto (Zuidoost-Sicilië) · Heilige bergen · Monte San Giorgio · Etruskische begraafplaatsen van Cerveteri en Tarquinia · Val d'Orcia · Syracuse en de rotsnecropolis van Pantalica · Genua: Le Strade Nuove en het systeem van de Palazzi dei Rolli · Oude en voorhistorische beukenbossen van de Karpaten en andere regio's van Europa · Mantua en Sabbioneta · Rhätische Bahn in het Albula/Bernina-landschap · Dolomieten · Longobarden in Italië. Plaatsen van macht (568-774 na Christus) · Prehistorische paalwoningen in de Alpen · Etna · Villa's en tuinen van de Medici in Toscane · Wijngaardlandschap van Piëmont: Langhe-Roero en Monferrato · Arabisch-Normandisch Palermo en de kathedralen van Cefalù en Monreale · Venetiaanse verdedigingswerken van de 15e tot 17e eeuw: Stato da Terra - westelijke Stato da Mar · Ivrea, industriestad van de 20e eeuw · De prosecco-heuvels van Conegliano en Valdobbiadene · Historische kuuroorden van Europa (Montecatini Terme) · Padua's 14e-eeuwse frescocycli · De portieken van Bologna · Via Appia. Regina viarum